# 262536 Nowikow
262536 Nowikow este un asteroid din centura principală de asteroizi.

## Descriere
262536 Nowikow este un asteroid din centura principală de asteroizi. A fost descoperit pe 26 octombrie 2006 la Mauna Kea de Paul Wiegert și Amanda Papadimos. Asteroidul prezintă o orbită caracterizată de o semiaxă mare de 2,42 ua, o excentricitate de 0,15 și o înclinație de 0,5° în raport cu ecliptica.